# Дзержниця
Дзержниця (пол. Dzierżnica) — село в Польщі, у гміні Доміново Сьредського повіту Великопольського воєводства.
Населення — 199 осіб (2011).

## Демографія
Демографічна структура станом на 31 березня 2011 року:
|          | Загалом | Допрацездатний вік | Працездатний вік | Постпрацездатний вік |
| -------- | ------- | ------------------ | ---------------- | -------------------- |
| Чоловіки | 107     | 24                 | 73               | 10                   |
| Жінки    | 92      | 16                 | 58               | 18                   |
| Разом    | 199     | 40                 | 131              | 28                   |